# Emmanuel Banahene
Emmanuel Osei Banahene (* 16. August 1988 in Accra) ist ein ghanaischer Fußballspieler.

## Karriere
Banahene kam in der ghanaischen Hauptstadt Accra zur Welt und begann hier in der Jugend der Dyword FC mit dem Vereinsfußball. Im Sommer 2004 wurde er bei Stay Cool FC zum Profispieler. 2006 wechselte er zu Heart of Lions und spielte hier zwei Spielzeiten lang.
Im Sommer 2008 verließ er Ghana und wechselte in die israelische Liga zu Hapoel Petach Tikwa. Hier spielte er die Hinrunde und wurde zur Rückrunde an FC Bnei Sachnin ausgeliehen.
Bereits 2009 kehrte er in seine Heimer zurück und spielte erneut für Heart of Lions. Ein Jahr später heuerte er bei Berekum Chelsea an.
Im Sommer 2011 wechselte er in die türkische Süper Lig zum Aufsteiger Orduspor. Hier saß er während der Hinrunde auf der Ersatzbank und wurde für die Rückrunde an den Zweitligisten Giresunspor ausgeliehen.
Für die Saison lieh Orduspor Banahene zusammen mit seinem Teamkollegen Wilfried Dalmat an den Zweitligisten Karşıyaka SK aus.
Zum Sommer 2013 wechselte er ablösefrei zu Şanlıurfaspor. Nach Ende seines Einjahresvertrages, verließ er diesen Klub wieder und spielte anschließend für die Vereine Al-Orobah FC und Ismaily SC. Zur Rückrunde der Saison 2016/17 kehrte er zu Şanlıurfaspor zurück.